# 육군청 (독일)
육군청(陸軍廳, Heeresamt; HA)은 독일 육군의 과거 기관이다. 쾰른에 소재했으며, 육군지도사령부와 함께 독일 육군을 구성하는 두 축 중 하나였다. 2013년 두 기관이 하나로 합쳐져 육군사령부를 구성하면서 폐지되었다.
폐지 직전 육군청은 1,100 여명의 군인 및 군무원들이 근무하고 있었으며 육군의 구조 조직, 군수지원 관리 등을 책임졌다. 육군청은 육군훈련학교, 육군훈련소의 상위기관이었고 육군지도참모부의 하위기관이었다.